# Людська багатоніжка 3
Людська́ багатоні́жка 3 (англ. The Human Centipede III (Last Sequence)) — знятий голландським режисером Томом Сіксом фільм жахів. Є кінцевою частиною трилогії «Людська багатоніжка». Фільм був заборонений в ряді країн через його зміст. Дата виходу — 22 травня 2015 року.

## Сюжет
Дія фільму відбувається у в'язниці.
Її начальник — Білл Бос (Дітер Лазер) — використовує специфічні методи роботи з ув'язненими. Він вважає, що сучасна система правосуддя занадто м'яка, і ті, хто переступив закон, повинні відповісти за скоєне повною мірою, за принципом «Око за око». Бос ідеалом правосуддя вважає інквізицію. Одного разу, при покаранні особливо буйного ув'язненого, він наказав перевернути його на живіт і вивернув назад йому руку до такої міри, що вона зламалася в лікті. Іншому, індіанцеві за походженням, випалив обличчя окропом, а скінхедові, який кинув йому виклик, він вирізав яєчка розпеченим ножем і попросив приготувати їх собі.
Через його методи в'язниця має досить негативну репутацію. По-перше, через таке деспотичне ставлення ув'язнені часто бунтують; по-друге, на утримання в'язниці йде дуже багато коштів з бюджету (близько 50 мільярдів доларів США). З цих причин, Бос потрапляє в опалу губернатора штату (Ерік Робертс).
Жертвами знущань Боса є не тільки ув'язнені, але і його секретарка Дейзі (Брі Олсон), яка стає об'єктом знущань і сексуальних домагань Боса. Досить часто Бос змушує дівчину робити йому мінет. Колись він допоміг її батькові уникнути тюремного ув'язнення і тепер вважає, що вона йому винна …

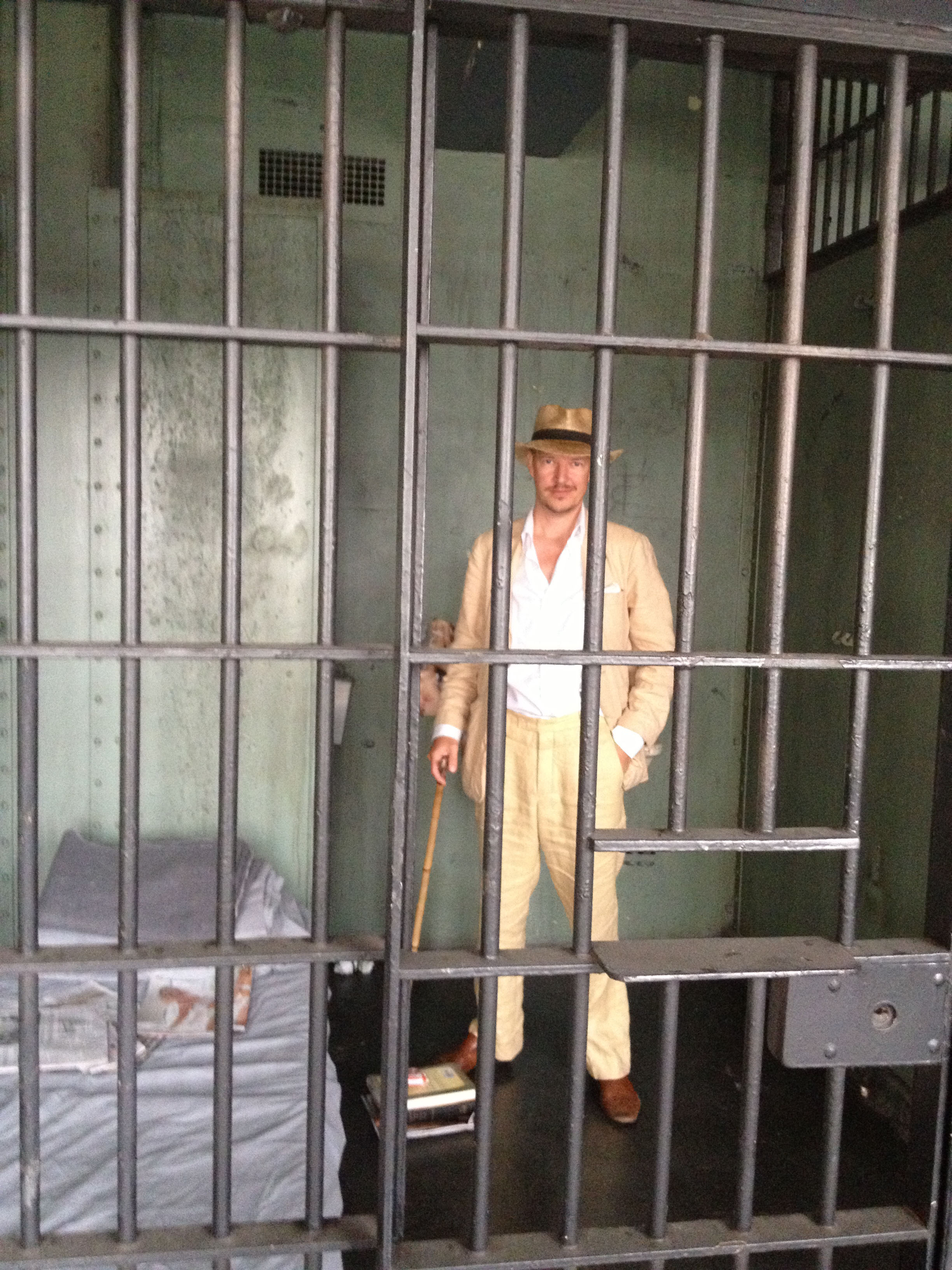
Том Сікс на знімальному майданчику

Тим часом лояльний помічник Боса — бухгалтер Дуайт Батлер (Лоуренс Харві) дивиться DVD з фільмами «Людська багатоніжка» (2009) і «Людська багатоніжка 2» (2011). Після їх перегляду він придумує блискучу ідею, яка може змінити американську тюремну систему і зберегти мільйони доларів — він пропонує створити багатоніжку з ув'язнених.
Бос спочатку вважає це неможливим — він боїться, що ув'язнені помруть під час операції, але після консультації зі спеціально запрошеним режисером-постановником фільмів Томом Сіксом (грає сам себе) і головним лікарем в'язниці доктором Джонсом (Клейтон Рохнер), він переконується у протилежному, і погоджується на експеримент. Крім цього він вирішує показати ці фільми ув'язненим на щомісячному кіносеансі, попри вмовляння Дуайта не робити цього.
На кіносеансі укладеним показують фільми «Людська багатоніжка» (2009) і «Людська багатоніжка 2», які викликають у них огиду. Після сеансу перед ними виступає Бос, який говорить, що він використовував ці фільми як інструктаж і моральну підготовку в'язнів до того, що їх чекає. Починається бунт. Босові вдається втекти, а Дуайт, зачинившись у кабінеті, викликає спецсили. Жертвою бунтівників стає секретарка Боса — її жорстоко б'ють і ґвалтують. Незабаром спецвійська утихомирюють бунтівників. Їх присипляють і готують до зшивання. Том Сікс хоче подивитися на це, аргументуючи це тим, що він бачив постановчі операції, і йому хочеться побачити подібне в житті, але коли йому показують операційну, йому стає погано. Під час операції ув'язнений, який чекав своєї черги, хоче уникнути жахливої долі, прикидається психічнохворим і починає їсти власні екскременти, в іншого знаходять стому в животі, а ще один хворий ДЦП. Усіх трьох вбиває Бос.
Коли Бос запитує, де його секретарка, то його відводять до її ліжка. Подивившись на неї, він говорить, що його збуджують побиті дівчини, і ґвалтує її зі словами: «Ти у мене і в комі закінчиш!», Після чого наказує включити її в «багатоніжку». Дуайт каже, що любить її, але не приймає ніяких спроб допомогти дівчині.
План полягає в тому, що в «багатоніжки» ув'язнені будуть відбувати свій термін, а по його закінченні звільнятися з неї. Про перебування у в'язниці будуть свідчити невеликі шрами в області рота та ануса. Їх приклад буде відштовхувати людей від вчинення протиправних дій зі страху опинитися ланкою людської багатоніжки, але постає питання про те, що робити з тими, хто засуджений довічно або до смерті. У відповідь на це Бос модернізує ідею Сікса і створює людську гусінь — зшиває людей в послідовність, відрубавши руки й ноги.
У «багатоніжки» виявляються зшиті 500 осіб. Її показують губернатору разом з гусеницею, пояснюючи, що це дуже ефективно і дозволить заощадити великі гроші бюджету, оскільки не треба витрачатися на утримання ув'язнених. Губернатор називає їх усіх психами і йде. Розлючений Бос, знаючи що йому самому загрожує страта, вбиває головного лікаря і готується вбити Дуайта, але губернатор повертається і каже, що все обдумав, і готовий погодиться з такою ідеєю тюремної реформації, навіть назвавши ідею «Людської багатоніжки» геніальною та перспективною. Однак, після його відходу, Бос все одно вбиває Дуайта, що б забрати всі почесті собі.
В кінці фільму показано, як голий Бос танцює на оглядовій вежі та кричить в мегафон.

## Виробництво
Про вихід третього фільму стало відомо відразу, після прем'єри другого в 2011 у.
29 травня Ерік Робертс підтвердив свою участь у проєкті, і сказав, що в ньому братимуть участь багато зірок. 7 листопада 2013 року на American Film Market Том Сікс заявив, що це буде кінцева частина задуманої ним трилогії, а також, що основним місцем дії буде в'язниця, а багатоніжка складатиметься з 500 осіб. Перший тизер фільму був представлений у березні 2015 року.
Фільм вийшов у форматі Video on Demand 22 травня 2015 року. Йому було присвоєно рейтинг R і вікове обмеження 18+ за сцени насильства сексуального характеру і нецензурну лексику.
На фільм звалився шквал критики: на сайті Rotten Tomatoes тільки 7 % рецензій виявилися позитивними, а порталі Metacritic фільм має оцінку 1/10, на російському Internet-порталі КиноПоиск фільм має оцінку 3, 8 зірок з 10.
Фільм зібрав $ 14562.

## Цікаві факти
- Кожен фільм серії являє собою «фільм у фільмі»: фільм «Людська багатоніжка» є не реальною історією, а фільмом жахів, фанатом якого був неврівноважений співробітник автопарковки Мартін з фільму «Людська багатоніжка 2», водночас обидва фільми («Людська багатоніжка» і «Людська багатоніжка 2») є артхаусною дилогією режисера Тома Сікса, яку дивляться герої третього фільму.
- Актори, що виконали головні ролі у фільмі, вже знімалися в минулих частинах: Дітер Лазер (Білл Бос, начальник в'язниці) зіграв доктора Гайтера, який зшив першу багатоніжку у фільмі «Людська багатоніжка» (2009), а Лоуренс Харві (Дуайт, бухгалтер) зіграв співробітника автопарковки Мартіна з фільму «Людська багатоніжка 2» (2011).
- Перший художній фільм у фільмографії порно актриси Брі Олсон.
- Режисер трилогії Том Сікс зіграв камео в цьому фільмі.